# Chris Cusiter
Christopher Peter Cusiter (Aberdeen, 13 de junio de 1982) es un jugador británico de rugby que se desempeña como medio scrum.

## Selección nacional
Cusiter debutó en el XV del Cardo por primera vez en 2004, fue su capitán en el Torneo de las Seis Naciones 2010. Juega regularmente con ellos.

### Participaciones en Copas del Mundo
Hasta el momento ha disputado dos Copas del Mundo: Francia 2007 y Nueva Zelanda 2011.
| Mundial                       | Sede          | Resultado        | PJ | Tries |
| ----------------------------- | ------------- | ---------------- | -- | ----- |
| Copa Mundial de Rugby de 2007 | Francia       | Cuartos de final | 4  | 1     |
| Copa Mundial de Rugby de 2011 | Nueva Zelanda | Primera fase     | 2  | 0     |

## British and Irish Lions
Fue convocado a los Lions para la gira a Nueva Zelanda 2005. Jugó uno de los tres test matches ante los All Blacks.

## Palmarés
- Campeón del Top 14 de 2008-09.